# Vaudreville
Vaudreville – miejscowość i gmina we Francji, w regionie Normandia, w departamencie Manche.
Według danych na rok 1990 gminę zamieszkiwało 61 osób, a gęstość zaludnienia wynosiła 20 osób/km² (wśród 1815 gmin Dolnej Normandii Vaudreville plasuje się na 825. miejscu pod względem liczby ludności, natomiast pod względem powierzchni na miejscu 1036.).